# Turbanella erythrothalassia
Turbanella erythrothalassia is een buikharige uit de familie van de Turbanellidae. De wetenschappelijke naam van de soort werd voor het eerst geldig gepubliceerd in 2011 door Hummon.